# قرة أغاج بشتة
قرة أغاج بشتة هي قرية في مقاطعة مشكين شهر، إيران. عدد سكان هذه القرية هو 445 في سنة 2006.